# Michail Semënovič Voroncov
Michail Semënovič Voroncov (in russo Михаил Семёнович Воронцов?; San Pietroburgo, 30 maggio 1782 – Odessa, 18 novembre 1856) è stato un generale russo noto per aver riportato successi durante le guerre napoleoniche e per la sua partecipazione alla guerra caucasica dal 1844 al 1853.

## Biografia
Un'ampia biografia del generale Voroncov è stata scritta anche da Lev Tolstoj in uno dei più noti capolavori: il romanzo storico Chadži-Murat le cui vicende si sono svolte fra la fine del 1851 e il 1852, in un periodo in cui lo stesso Tolstòj fu nel Caucaso in qualità di ufficiale dell'esercito imperiale russo di cui Voroncov era capo di stato maggiore. Lev Tolstoj fornì su Michail Voroncov il seguente giudizio agro-dolce:
(Lev Tolstoj, Chadži-Murat)

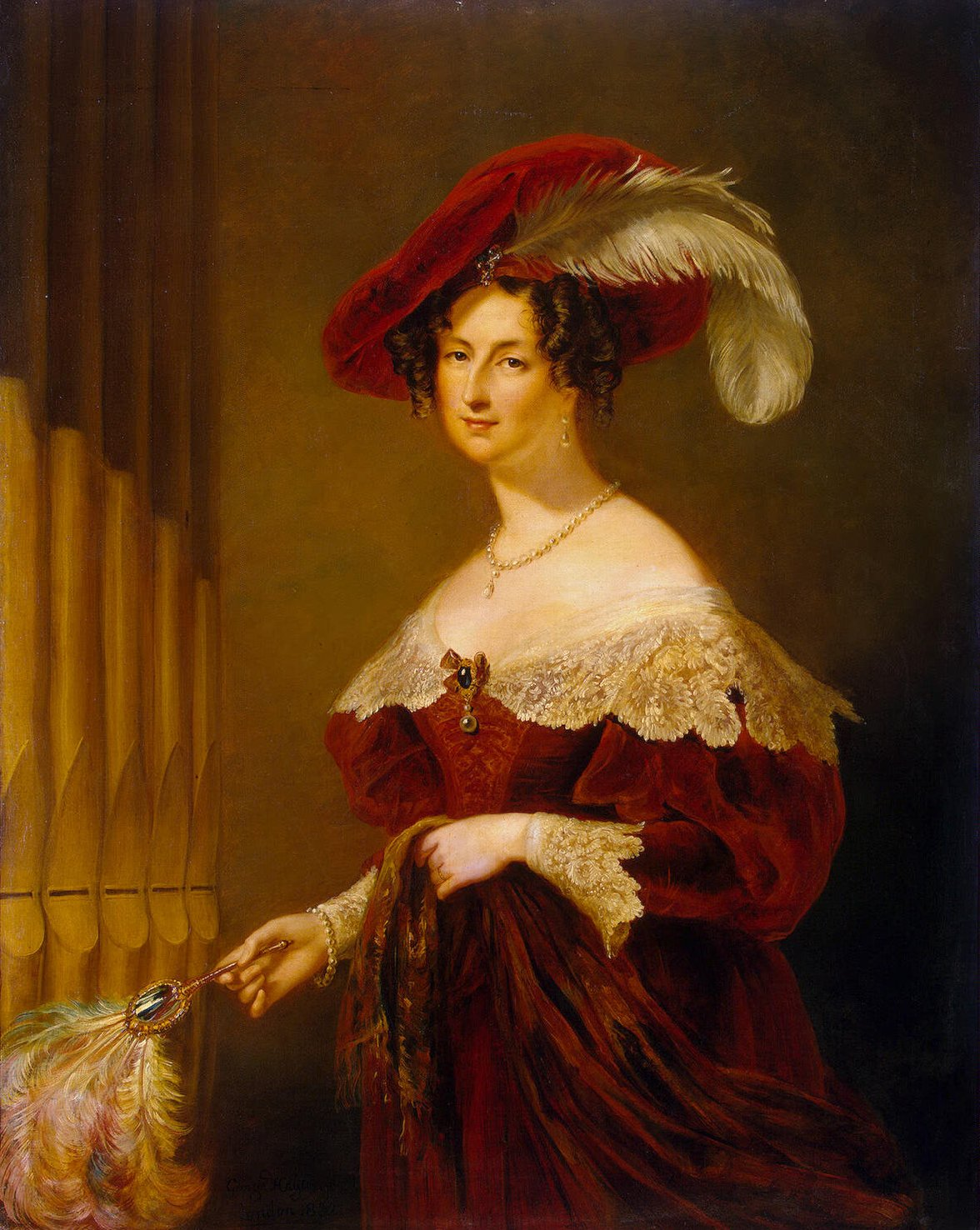
Elizaveta Branickaja, moglie di Voroncov

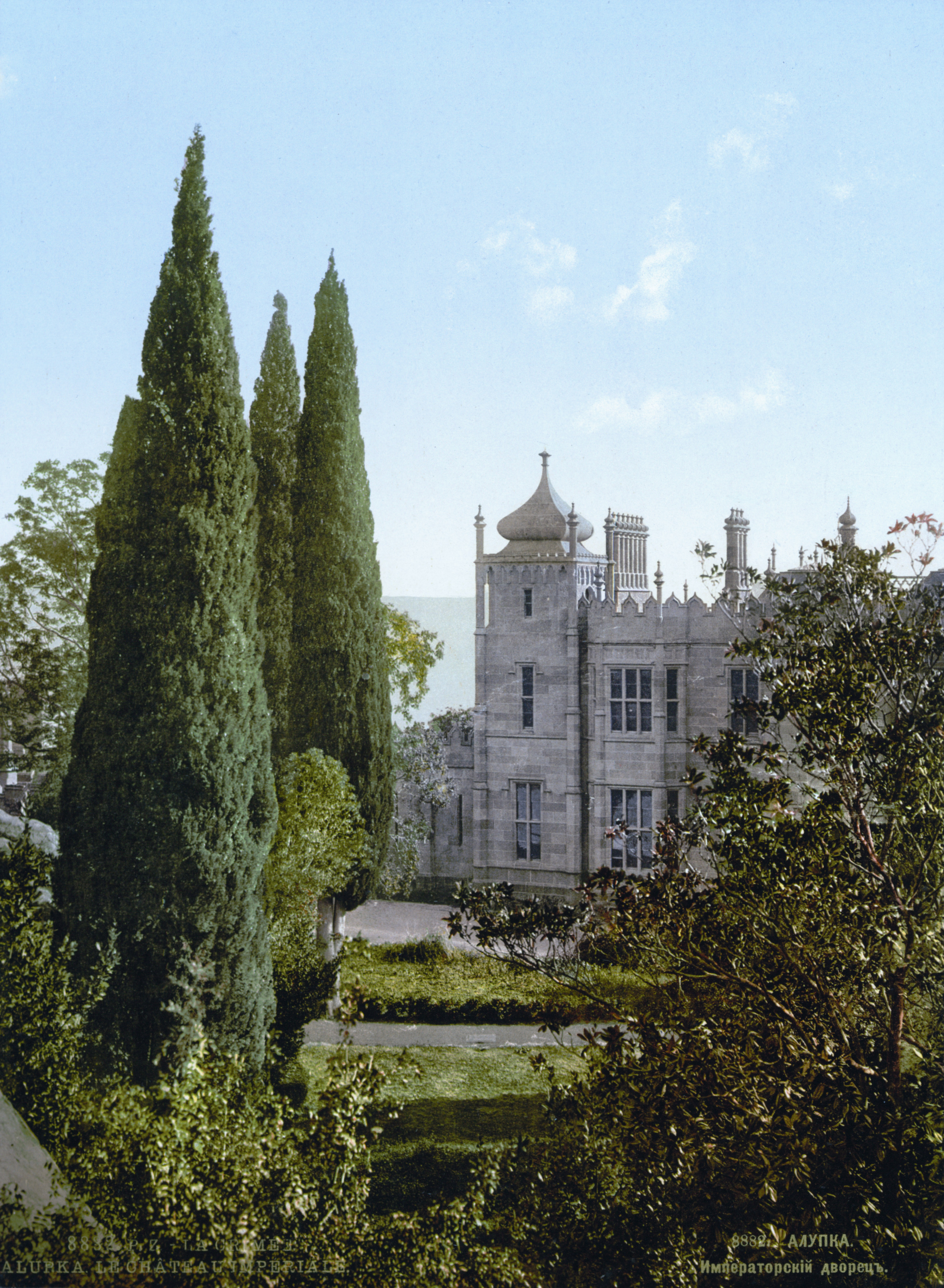
Palazzo Voroncov ad Alupka, Crimea (1828-46)

Voroncov nacque in una famiglia aristocratica; era figlio del conte Semën Voroncov e nipote del cancelliere imperiale Aleksandr Voroncov. Suo padre fu ambasciatore russo in Inghilterra; Michail Semënovič trascorse pertanto l'infanzia e la giovinezza con il padre a Londra. Durante il periodo 1803-1804 prestò servizio militare nel Caucaso; fu gravemente ferito nello Zaqatala (15 gennaio 1804). Dal 1805 al 1807 fu coinvolto nelle guerre napoleoniche e prese parte fra l'altro alle battaglie di Pułtusk e di Friedland. Dal 1809 al 1811 ha partecipato alla Guerra russo-turca distinguendosi in numerose azioni importanti.
Durante l'invasione napoleonica in Russia del 1812 comandò una divisione di granatieri della Seconda armata occidentale del principe Bagration. Nella battaglia di Borodino la sua divisione si trovò in prima linea e fu attaccata da tre divisioni francesi agli ordini del maresciallo Davout. Voroncov guidò numerosi contrattacchi, con la spada sguainata. Dei 4.000 uomini della sua divisione ne sopravvissero  solo 300, e lo stesso Voroncov fu ferito. Nel 1813 comandò una nuova divisione di granatieri e combatté nelle battaglie di Dennewitz e Lipsia. Nel 1814 tenne testa brillantemente a Napoleone in persona nella battaglia di Craonne. Prese parte alla battaglia di Parigi (1814). Fu il comandante del corpo di occupazione russo in Francia dal 1815 al 1818.
Il 7 maggio 1823 fu nominato governatore generale della Nuova Russia, nome col quale si indicavano le province meridionali dell'impero russo, e namestnik (viceré)  di Bessarabia. Sotto di lui iniziò un periodo di sviluppo di Odessa e della Crimea, località nelle quali fra l'altro Voroncov costruì delle lussuose residenze. Nel 1828 inaugurò un servizio di battelli a vapore sul Mar Nero. Nello stesso anno, con l'inizio della guerra russo-turca (1828-1829), Voroncov successe a Menšikov, che era rimasto ferito, come comandante delle forze russe nell'assedio di Varna; la città fu poi conquistata il 28 settembre 1828. Nella campagna del 1829 profuse i maggiori sforzi a impedire che una epidemia di peste bubbonica, scoppiata in Turchia, si diffondesse all'impero russo. Fra i ricordi della sua permanenza in Odessa vi sono le poesie dedicate da Puškin a Elizaveta Branickaja, moglie di Voroncov, giudicate fra le più belle poesie in lingua russa.
Nel 1844 Voroncov fu nominato comandante in capo e viceré del Caucaso. L'anno successivo, in seguito alla sua campagna contro Shamil nella quale si svolse una difficile marcia attraverso le foreste pericolose della Cecenia, Voroncov fu elevato alla dignità di principe, con il titolo di "Altezza Serenissima". La sua campagna del 1845 non fu tuttavia giudicata da tutti un successo; alcuni la ritennero una ritirata conseguente a una improvvida eccessiva penetrazione in territorio nemico per conquistare il forte di Dargo. L'attività di Voroncov alla Guerra caucasica comportò comunque risultati positivi per l'impero russo: nel 1848 furono controllati i due terzi del Daghestan e Shamil fu costretto sulla difensiva. In Chadži-Murat. Tolstòj racconta le difficoltà di Voroncov nell'ottenere la collaborazione di Murat (1851-52) per l'ostilità nei suoi confronti del ministro Černyšëv, e l'esecuzione di una spaventosa carneficina di ceceni per l'insipienza feroce dello zar Nicola I che aveva scavalcato Voroncov nella conduzione della guerra.
All'inizio del 1853 gli fu concesso di ritirarsi per motivi di salute. Fu nominato un maresciallo di campo nel 1856, e morì nello stesso anno a Odessa.